# Newton (Texas)
Newton is een plaats (city) in de Amerikaanse staat Texas, en valt bestuurlijk gezien onder Newton County.

## Demografie
Bij de volkstelling in 2000 werd het aantal inwoners vastgesteld op 2459.
In 2006 is het aantal inwoners door het United States Census Bureau geschat op 2321, een daling van 138 (-5,6%).

## Geografie
Volgens het United States Census Bureau beslaat de plaats een oppervlakte van
14,3 km², geheel bestaande uit land. Newton ligt op ongeveer 127 m boven zeeniveau.

## Plaatsen in de nabije omgeving
De onderstaande figuur toont nabijgelegen plaatsen in een straal van 40 km rond Newton.